# Petit milady
petit milady (プチミレディ) é uma dupla de cantoras japonesas formada pelas dubladoras Aoi Yūki e Ayana Taketatsu.

## Discografia

### Álbum de estúdio
| #  | Data de Lançamento | Álbum          | Nº do Catálogo | Nº do Catálogo  | Nº do Catálogo | Melhor posição na parada Oricon |
| #  | Data de Lançamento | Álbum          | Edição deluxe  | Edição limitada | Edição regular | Melhor posição na parada Oricon |
| -- | ------------------ | -------------- | -------------- | --------------- | -------------- | ------------------------------- |
| 1º | 7 de maio de 2014  | プチミレディア | POCE-9404      | POCE-9405       | POCE-1404      | 6ª                              |

### Singles
| #  | Data de Lançamento     | Single                                   | Nº do Catálogo                  | Nº do Catálogo | Melhor posição na parada Oricon |
| #  | Data de Lançamento     | Single                                   | Edição limitada                 | Edição regular | Melhor posição na parada Oricon |
| -- | ---------------------- | ---------------------------------------- | ------------------------------- | -------------- | ------------------------------- |
| 1º | 15 de maio de 2013     | 鏡のデュアル・イズム／100%サイダーガール | UMCA-59014（A） UMCA-59015（B） | UMCA-50032     | 11ª                             |
| 2º | 5 de fevereiro de 2014 | azurite                                  | POCE-9401                       | POCE-1401      | 12ª                             |
| 3º | 13 de agosto de 2014   | 恋はみるくてぃ                           | POCE-9407                       | POCE-1410      |                                 |

#### Singles limitados
| Data de lançamento     | Single                                    | Forma                             |
| ---------------------- | ----------------------------------------- | --------------------------------- |
| 15 de novembro de 2013 | カサナリアル                              | Download digital (tempo limitado) |
| 15 de dezembro de 2013 | ドキ♡ドキド 〜ドッキドキ♡告白バージョン〜 | Download digital                  |
| 15 de dezembro de 2013 | Fortune Future!                           | Download digital                  |

### Trabalhos em vídeo
| #  | Data de lançamento                    | Título                                                           | Nº do Catálogo |
| -- | ------------------------------------- | ---------------------------------------------------------------- | -------------- |
| 1º | 30 de junho de 2014 (edição limitada) | 1st Live Blu-ray キュートでポップなトゥインクル戦士☆プチミレディ | ZUXA-9001      |
| 1º | 13 de agosto de 2014 (edição normal)  | 1st Live Blu-ray キュートでポップなトゥインクル戦士☆プチミレディ | POXE-1401      |

### Mídia
| Single               | Mídia                                                                                    |
| -------------------- | ---------------------------------------------------------------------------------------- |
| 鏡のデュアル・イズム | Tema de abertura do anime Yu-Gi-Oh! Zexal                                                |
| 100%サイダーガール   | Tema de abertura do 『碧と彩奈のラ・プチミレディオ』 da Nippon Cultural Broadcasting     |
| カサナリアル         | Canção presente no anime Seiken Tsukai no World Break                                    |
| azurite              | Tema de abertura do anime Toaru Hikūshi e no Koiuta                                      |
| trip trick trap      | Tema principal do jogo "Gold Rebellion" para iPhone e Android                            |
| Radioホイップ        | Tema de encerramento do 『碧と彩奈のラ・プチミレディオ』 da Nippon Cultural Broadcasting |
| 恋はみるくてぃ       | Tema de encerramento do anime Rokujyoma no Shinryakusha!?                                |